# Kukatja
Kukatja är ett australiskt språk som talades av 580 personer år 1996. Kukatja talas i Väst-Australien. Kukatja tillhör de pama-nyunganska språken.